# Constância
Constância is een gemeente in het Portugese district Santarém.
De gemeente heeft een totale oppervlakte van 80 km² en telde 3815 inwoners in 2001.

## Plaatsen in de gemeente
- Constância
- Montalvo
- Santa Margarida da Coutada